# St Aldhelm’s Chapel

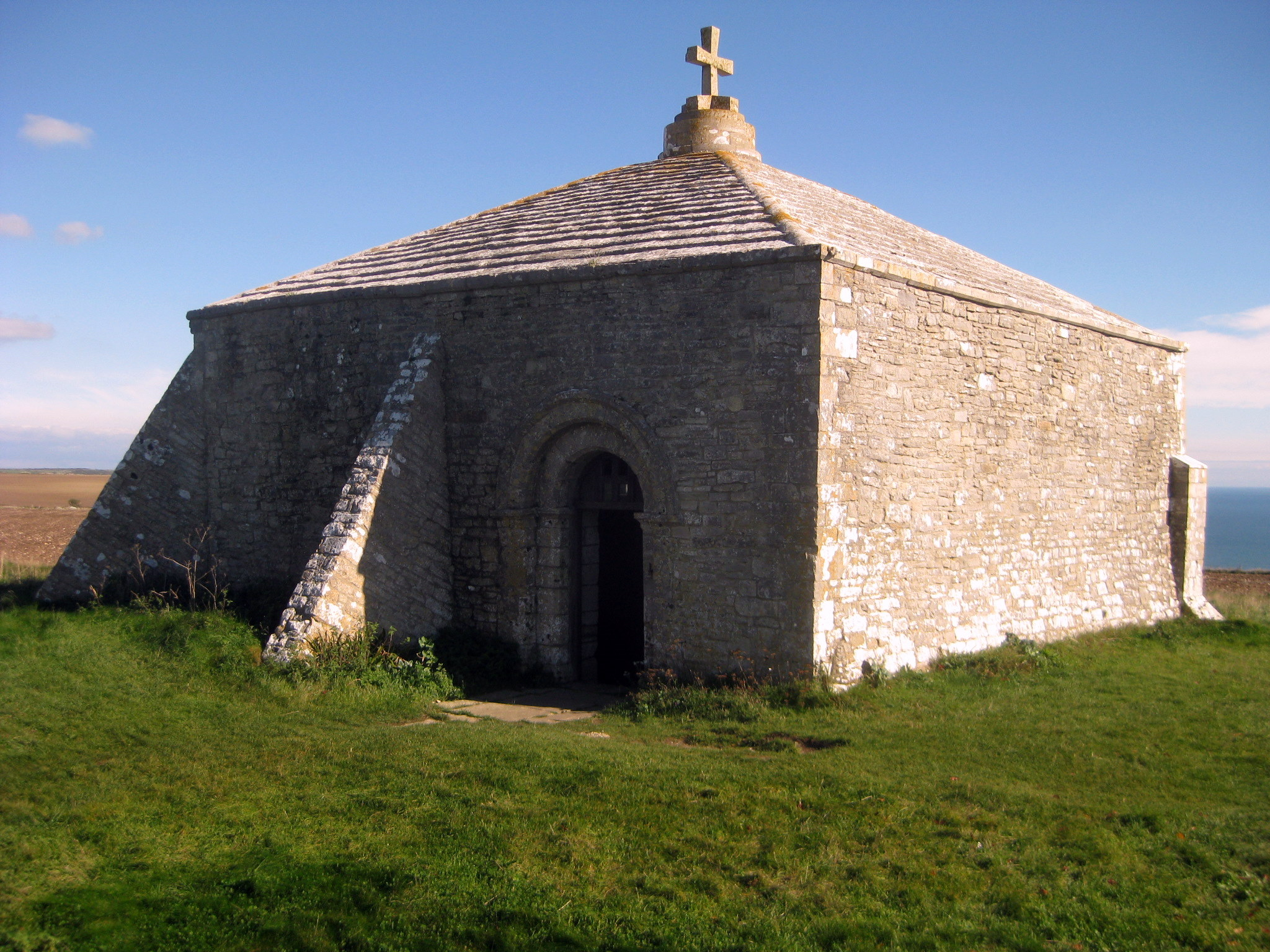
St Aldhelm’s Kapelle, St Alban’s Head, bei Worth Matravers, Isle of Purbeck, Dorset

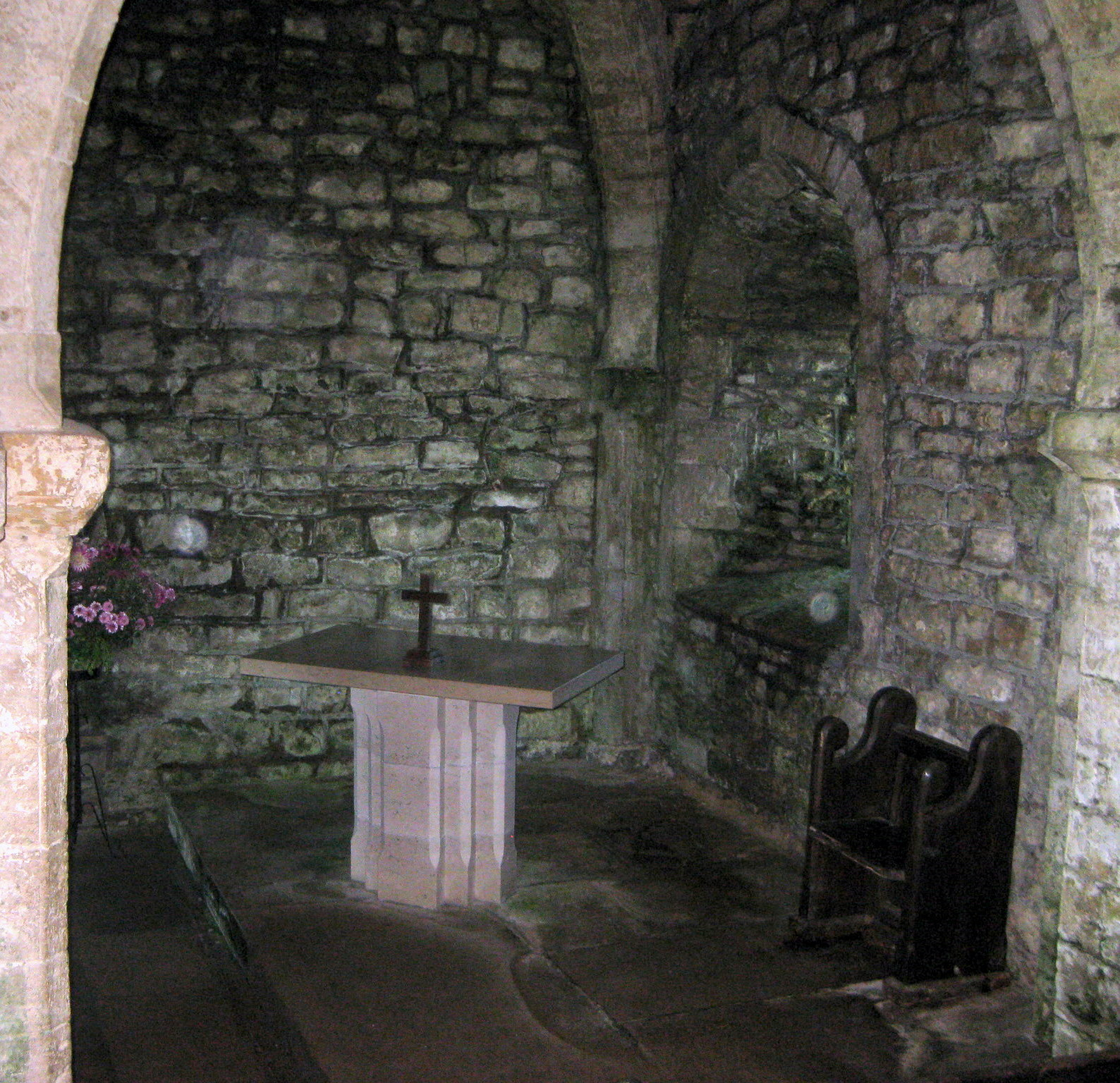
St Aldhelm’s Kapelle, Innenansicht

Die St Aldhelm’s Chapel ist eine normannische Kapelle auf St Alban’s Head in der Pfarrei Worth Matravers auf der Isle of Purbeck, in der Grafschaft Dorset, an der Südküste von England.
Die ungewöhnliche Form und Ausrichtung der St Aldhelm’s Chapel deutet darauf hin, dass sie zunächst nicht als Kirche, sondern für einen anderen Zweck, etwa als Wachtturm erbaut wurde. Sie ist ein schmuckloser quadratischer Bruchsteinbau mit flachem Pyramidendach. Die Wände werden von ausladenden Stützmauern stabilisiert. Das Portal ist mit einem romanischen Doppelrundbogen hervorgehoben. Das Innere ist durch einen Mittelpfeiler gegliedert, von dem die vier Kreuzrippengewölbe ausgehen.
Die Kapelle ist dem heiligen Aldhelm, Bischof von Sherborne, gewidmet, der im Jahr 709 starb. Sie könnte Anfang des zwölften Jahrhunderts gebaut worden sein. Zu Beginn des 17. Jahrhunderts wurde sie aufgegeben, Ende des 19. Jahrhunderts restauriert und wieder in gottesdienstlichen Gebrauch genommen.
Worth Matravers, der Sitz der Pfarrei, ist ein kleines Dorf circa sechs Kilometer westlich von Swanage und fünf Kilometer südlich von Corfe Castle. St Aldhelm’s Chapel steht in einem niedrigen Ringwall circa zwei Kilometer vom Dorfzentrum entfernt.
Koordinaten: 50° 34′ 40,44″ N, 2° 3′ 21,6″ W